# Planador
Se llama planador al que aplana y pule las planchas para grabar.
Los planadores preparan los cobres destinados a los grabados. Dejan la plancha plana, esto es, bien recta y pulimentada, brillante como un espejo. Los planadores ayudan también al grabador en el rebatido y borrado, bajan de tono los planos demasiado mordidos, golpeándolos con una mano de madera, de modo que aplasten el metal y disminuyen el ancho de los rehundidos; igualan por completo algunas partes de un cobre y le repujan por el sitio en que debe grabarse de nuevo. Para esto emplean un compás llamado de espesor que les permite repujar el metal sobre el torno o el revés de la parte alisada.